# Sladevale
Sladevale är en ort i Australien. Den ligger i kommunen Southern Downs och delstaten Queensland, omkring 120 kilometer sydväst om delstatshuvudstaden Brisbane.
Närmaste större samhälle är Warwick, nära Sladevale.
I omgivningarna runt Sladevale växer huvudsakligen savannskog. Runt Sladevale är det mycket glesbefolkat, med 2 invånare per kvadratkilometer. Genomsnittlig årsnederbörd är 1 168 millimeter. Den regnigaste månaden är januari, med i genomsnitt 235 mm nederbörd, och den torraste är september, med 32 mm nederbörd.